# Édouard Lorois (1819-1885)
Pour les articles homonymes, voir Lorois.
Édouard Lorois, né le 8 juin 1819 à Laeken, ancienne commune rattachée à Bruxelles (Belgique), et décédé le 18 décembre 1885 à Paris, est un homme politique français.

## Biographie

### Famille
Édouard Lorois porte le nom de son père, Édouard Lorois, qui est préfet du Morbihan de 1830 à 1848 après avoir été exilé en Belgique pendant la Seconde Restauration (1815-1830). Par sa mère, il est le petit-fils de Dominique-Vincent Ramel-Nogaret, ministre des Finances sous le Directoire.

### Carrière
Édouard Lorois commence une carrière dans l'administration en obtenant un poste de conseiller de préfecture, puis de secrétaire général des Côtes-du-Nord. Nommé sous-préfet de Savenay (Loire-Atlantique) en 1845, il quitte ce poste après la Révolution française de 1848 et abandonne l'administration publique pour se retirer dans sa propriété de Muzillac (Morbihan). 
En 1871, il se lance en politique en se faisant élire conseiller général du Morbihan dans son canton de Muzillac et en obtenant le poste de vice-président du conseil général. Aux élections législatives de 1876, il remporte le siège de député de la 2e circonscription de Vannes. Il siège à droite et est réélu en 1877, 1881 et 1885.
Décédé peu après les élections de 1885, il est remplacé par son frère cadet, Émile.

## Sources
- « Édouard Lorois (1819-1885) », dans Adolphe Robert et Gaston Cougny, Dictionnaire des parlementaires français, Edgar Bourloton, 1889-1891 [détail de l’édition]